# HD 188981
HD 188981，又名CD-3017525，SAO 211708、HR 7617，是一颗恒星，视星等为6.28，位于銀經10.62，銀緯-27.01，其B1900.0坐标为赤經19h 52m 39s，赤緯-30° -27.01′ 22″。